# Orthacanthacris rhenana
Espèce
Orthacanthacris rhenana est une espèce fossile d'insectes de la famille des Acrididae, de la sous-famille des Cyrtacanthacridinae ou "criquets voyageurs" et du genre Orthacanthacris encore vivant.

## Classification
Orthacanthacris rhenana est décrit en 1937 par le paléontologue français Nicolas Théobald (1903-1981) dans sa thèse,,.

### Fossiles
L'holotype de l'ère Cénozoïque, et de l'époque Oligocène (33,9 à 23,03 Ma.) a été découvert dans le gisement de Kleinkembs dans le Bade-Wurtemberg, fait partie de la collection Mieg et est conservée au Musée d'histoire naturelle de Bâle en Suisse. 

### Étymologie
L'épithète spécifique rhenana fait référence au bassin rhénan.

### Publication originale
- [1937] Nicolas Théobald, « Les insectes fossiles des terrains oligocènes de France 473 p., 17 fig., 7 cartes,13 tables, 29 planches hors texte », Bulletin Mensuel de la Société des Sciences de Nancy et Mémoires de la Société des sciences de Nancy, Imprimerie G. Thomas,‎ 1937, p. 1-473 (ISSN 1155-1119 et 2263-6439, OCLC 786027547). .

## Description

### Caractères
La diagnose de Nicolas Théobald en 1937, : Ce criquet voyageur est un 

« insecte vu de côté, comprenant tête, thorax, ailes repliées l'une sur l'autre, une patte postérieure et un fragment de l'abdomen. Téguments noirs par altération. forme générale comprimée.
Tête verticale, deux gros yeux à facettes; forme ovale, verticale, deux antennes homonomes, nombre d'articles indéterminable, l'extrémité manque probablement, front légèrement arqué; à la base de la tête en voit le labre et les maxilles, pièces fortes, mais détails effacés. Hauteur de la tête à l'extrémité du labre = 5,5 mm. Longueur conservée des antennes = 6 mm. Cou bien marqué; tête en partie désarticulée d'avec le thorax;
Prothorax développé en bouclier en avant au sommet, prolongé en pointe à l'arrière; carène médiane (?); pièces tergales du méso- et métanotum cachées sous les ailes; pièces sternales du thorax étroites et allongées verticalement. On voit aussi des dépressions verticales, dues au squelette interne (apodèmes) et deux stigmates ovales en arrière des épimères du méso- et métathorax. Élytres repliés en toit au-dessus de l'abdomen et recouvrant les ailes; nervation difficile à déchiffrer; nombreuses nervures longitudinales reliées par des nervures transversales; Sc se termine vers le tiers postérieur, C marginale; R et Rs se dirigent vers le sommet de l'aile; Rs se ramifie, ses branches sont incurvées vers l'arrière; M, Cu et A plus courtes. Pattes postérieures adaptées au saut; cuisses longues, fortement renflées à la base, comprimées latéralement, élargies en cupule à l'extrémité ; tibia long et grêle, légèrement renflé à l'extrémité; porte deux rangées d'épines et deux éperons à l'extrémité; tarses non conservés. Sur le thorax on voit deux impressions ovales, insetions,des pattes I et II. Abdomen représenté par les restes de trois segments. ».

### Dimensions
La longueur totale est de 36,5 mm (du front à l'extrémité des ailes, et l'aile a une longueur de 29 mm, la cuisse III une longueur de 16 mm, et le tibia III une longueur de 17,5 mm.

### Affinités
« La taille, la tête verticale, les antennes assez courtes, le prothorax bien développé et prolongé en arrière, les pattes sauteuses et la nervation des ailes rangent cet Insecte parmi les Acrydiens. il fit partie de la sous-famille des Acrydiinae-Cyrthacanthacrinae et semble appartenir au genre Orthacanthacris Karsch (Acrydium). 

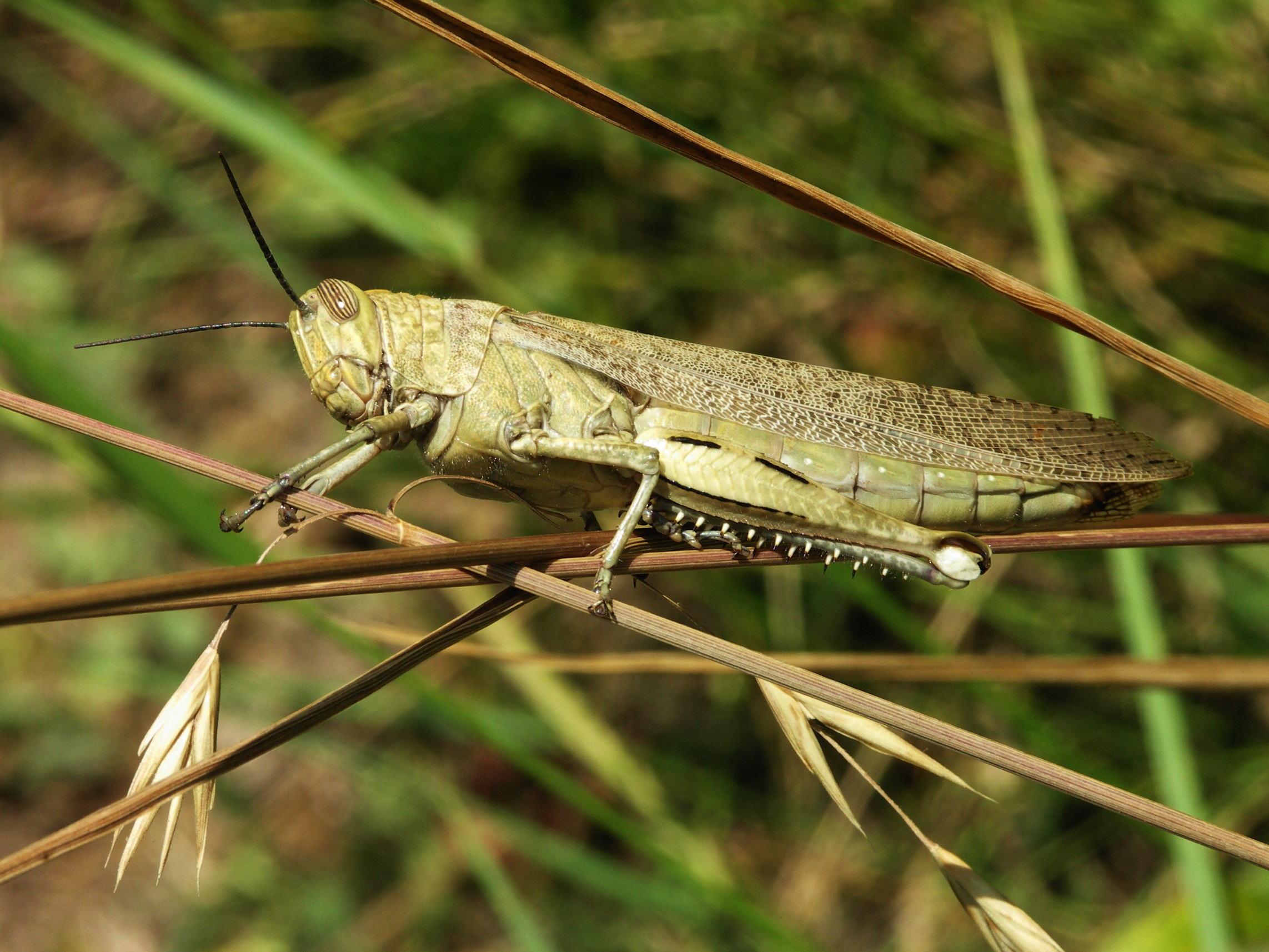
Criquet voyageur (Famille des Acrididae) : Anacridium aegyptium.

L'espèce la plus voisine est : Orthacanthacris (Acrydium) aegyptica L. qui vit dans les régions méditerranéennes et dans l'inde occidentale (Kirby). Ce dernier a pourtant une taille supérieure : L = 32-36 mm, envergure des élytres = 87-130 mm. ».

## Biologie
Orthacanthacris rhenana est un brouteur-herbivore vivant au sol et se déplaçant rapidement.